# Jurasovka (Oblast' di Voronež)
Jurasovka è un centro abitato della Russia.